# 안타나스 스메토나
안타나스 스메토나(리투아니아어: Antanas Smetona, 리투아니아어 발음: [ɐnˈtǎːnɐs sʲmʲɛtoːˈnɐ] ( 듣기), 1874년 8월 10일~1944년 1월 9일)는 리투아니아의 초대 대통령이자 제4대 대통령이다.

## 생애
스메토나는 빌뉴스 현의 우크메르게 부근의 마을 우줄레니스의 작은 농가에서 태어나 타우예나이의 초등학교를 다녔다. 팔랑가의 예비고를 졸업한 후, 가톨릭 교회의 성직자를 목표로 카우나스에 있는 사모기티아 신학교에 들어갔다. 그러나 다양한 상황 속에서 장래희망을 바꾸어 라트비아의 옐가바에 있는 고등학교에 입학했다. 여기서 그는 요나스 야블롱스키스, 빈차스 쿠디르카 등과 함께하여 비밀 리투아니아 학생회에 들어갔다. 이 조직은 민족주의자의 모임이었기 때문에, 이른바 반차르주의자들의 모임이었다. 1896년 가을, 스메토나는 러시아 정교회의 강제적 봉사에 대하여 반국가단체를 결성했다는 이유로 퇴학당했다. 그러나 훗날 상트페테르부르크에 있는 제9고등학교를 다니는 것은 허용되었다.
1897년에 제9고등학교를 졸업한 후, 스메토나는 상트페테르부르크 대학교의 법학부에 들어갔다. 그는 대학 내의 리투아니아 학생 비밀 조직에 참가해, 조직의 의장이 되어, 리투아니아어 책의 출판과 보급 활동에 참가하게 되었다. 스메토나는 대학에서 두 번의 추방을 외면하였으나, 체포나 단기간의 옥살이를 경험했다. 1902년에 대학을 졸업하였고, 빌뉴스 농업 은행에서 일했다. 2년 후, 소피아 초다카우스카이테 스메토니에네와 결혼했다.

### 초기 활동
빌뉴스에서, 처음에 스메토나는 다양한 리투아니아 민족주의자 그룹과 관련되었고, 리투아니아 민주당에 입당해 빌뉴스 대의회에 있어서 당의 대표가 되었다.  그는 후에 당 최고 간부위원회가 되었다. 1904년부터 1907년까지 그는 리투아니아의 신문사 빌뉴스 신보의 부사장이 되었고, 1905년부터 1906년까지는 주간지 리투아니아의 농부들을 편집하였다. 1907년 스메토나와 유오자스투마스 씨는 <희망> 종이 인쇄 사업을 시작해 발행과 유통을 시작했다. 빌티스 시장에서 스메토나는 리투아니아인의 연대를 주장했다. 그는 리투아니아어 책을 발행하기 위해, 리투아니아 최고의 신문 <아우슈라> 사의 설립자가 되었다. 또한 리투아니아 상호 지원 협회의 회원으로서 많은 학교에서 리투아니아어를 가르쳤다. 1914년, 새로운 격주 발행 주간지 「바이라스(Vairas, 사다리)」의 발행을 시작했다.

### 정계에 들어가다

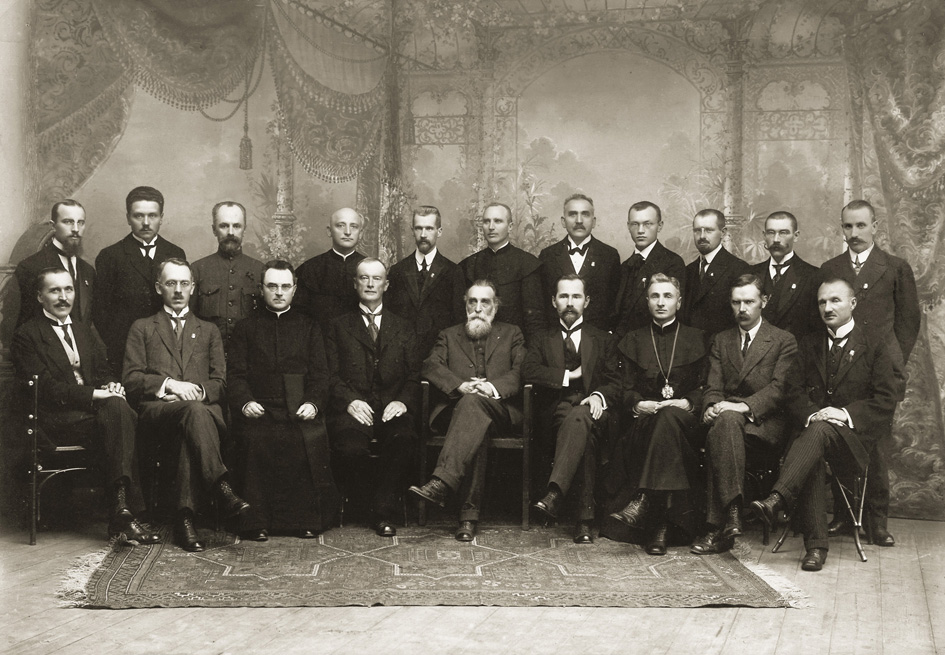
리투아니아 위원회에서 찍은 사진. 앞줄 오른쪽에서 네 번째가 스메토나

1차 세계 대전 당시, 전쟁 피해자를 지원하기 위한 리투아니아 구호 협회 중앙위원회의 초대 부의장이 되었고, 후에 의장이 되었다. 1916년 여름, 스메토나는 빌뉴스에 파견되어 독일의 동부 전선 사령관이 되어 리투아니아가 자주 독립 국가로서의 권리를 요구하는 각서를 전달했다. 그들은 우선, 독일의 자치를 인정하게 하려고 했던 것이었다. 1917년 9월 6일, 스메토나는 신문 「리에투보스 아이다스」(Lietuvos Aidas, 리투아니아의 메아리)의 인쇄를 시작해 제작자 겸 편집부장으로서 일하였다. 초판 신문에 그는 다음과 같이 썼다.
리투아니아인의 가장 중요한 과제는 리투아니아를 독립시키는 것이다.

1917년 9월 18일부터 22일에 걸쳐 스메토나는 빌뉴스의 국가 평의회에 참가해, 1917년부터 1919년까지 의장직을 맡았다. 1918년 2월 16일, 스메토나는 리투아니아 독립선언서에 서명했다.
1918년 12월부터 1919년 3월까지 스메토나는 바이마르 공화국과 스칸디나비아 반도 국가들에서 삶의 대부분을 보냈고, 리투아니아 독립의 대의를 위하여 차관을 보냈다. 1919년 4월 4일, 리투아니아 국가 평의회는 스메토나를 리투아니아 공화국의 초대 대통령으로 선출했다. 1920년 4월 19일, 리투아니아 헌법 제정 회의는 알렉산드라스 스툴긴스키스를 후계자로 선출했다. 그 후 스메토나가 재선된 적은 없고, 1921년부터 1924년까지 정기 간행물 수지를 편집하고 있었다.
1923년 1월의 메멜란트 폭동 후, 2월 20일에 스메토나는 메멜란트의 행정관이 되었다. 그러나 수상 에르네스타스 갈바나우스카스의 동의를 얻지 못하여 사퇴했다.
1923년 11월 스메토나는 바이라스 종이 위의 아우그스티나스 볼데마라스의 기사 발행 혐의로 몇 일간 투옥되었다. 1923년부터 1927년까지 스메토나는 리투아니아 대학교의 조교수가 되었다. 처음에는 예술론과 역사학, 철학 등을 가르쳤고 리투아니아의 언어학을 가르쳤다. 1926년에는 빌뉴스 대학교의 최연장 강사가 되었다. 1932년, 비타우타스 마그누스 대학교에서 명예 철학 박사 학위가 수여되었다.
스메토나는, 클라이페다 반란에 직면함으로써 리투아니아인 라이플단의 활동에 참가했다. 1924년부터 1940년까지 국제 은행 이사회의 부의장을 맡았다.

### 독재
스메토나는 전 대통령을 추방시키고 제4대 대통령이 되었다. 취임 이후 그는 의회를 탄압하고, 대통령의 권한을 강화하는 등 독재 통치를 하였다. 그러나 경제에 영향을 주지는 않았다.

### 망명과 죽음
1940년 리투아니아가 소련에 합병되었다. 2년 후 그는 미국으로 이주하였으나, 2년 후 오하이오주 클리블랜드에서 사망하였다.

## 같이 보기
- 콘스탄틴 패츠
- 카를리스 울마니스